# Tre Croci-hágó
A Tre Croci (Három Kereszt)-hágó (1809 m) az észak-olaszországi Dolomitokban található. A Cortina d’Ampezzóból keletre tartó – völgyeletben haladó – 48. sz. állami főúton fekvő hegynyereg („Sattel”). Az út keleti végén elágazik északra a Misurina-tó és a dél-tiroli Toblach (Dobbiaco) felé, délkeletre pedig Auronzo di Cadore, illetve Tolmezzo és Udine felé. Természeti környezetének látványossága miatt télen-nyáron közkedvelt alpesi turistaút.

## A hágó és környezete
A  festői Tre Croci-hágóhoz vezető út Cortina d’Ampezzóból északkeletre vezet, a 48. sz. úton, mely a településközpontból az újabb postapalota közeléből indul, tulajdonképpen a Misurina-tó felé. Kezdetben ligetes hegyoldalon kapaszkodik az út néhol 15 fokot is elérő szerpentinje. Balról nemsokára előbújnak a Cristallo-hegység (3116–3221 m) ormai, melyeket Cortinából még eltakart a Pomagagnon-gerinc (2540 m).

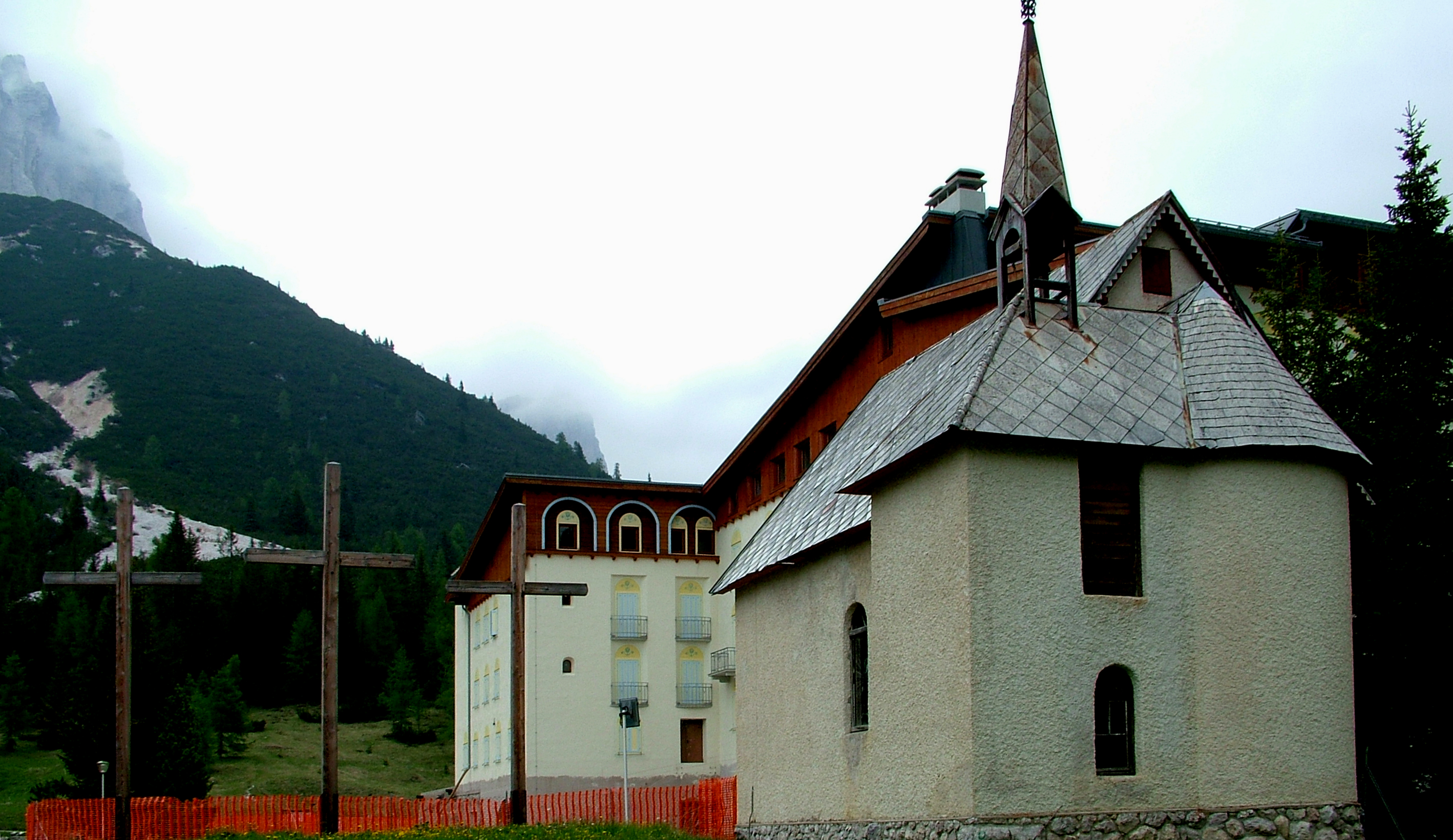
A hágónevet adó „Három Kereszt”

Az út mentén egy vízesés és sebes folyású hegyi patakok láthatók, majd egy kisebb emelkedő után elérjük a Tre Croci-hágót, 1814 méter magasságban. (A hágó magassági pontját korábban (2008-ban) az út melletti reprezentatív szálloda homlokzata előtt álló, út menti tábla jelezte, jelenleg (2010) azonban ez a rész a szálloda-rekonstrukció miatt lekerített építési terület. A hágó-magasságot ezért most két határoló táblával jelzik.) Tulajdonképpen hágó elnevezés helyett inkább a nyereg szó illene rá. Elnevezését arról a három fakeresztről nyerte, amelyek jelenleg (2010) az említett luxusszálloda által eltakart, félreeső helyen levő kis templom mellett állnak. Ezeket az első világháború súlyos harcainak emlékére állították. A hely történelmi hangulatát elnyomja a hegynyeregre épült hatalmas tömegű, nem valami szép luxusszálló. A kápolna oldalai felől nyíló szép kilátás kedvéért kívánatos megállni. 

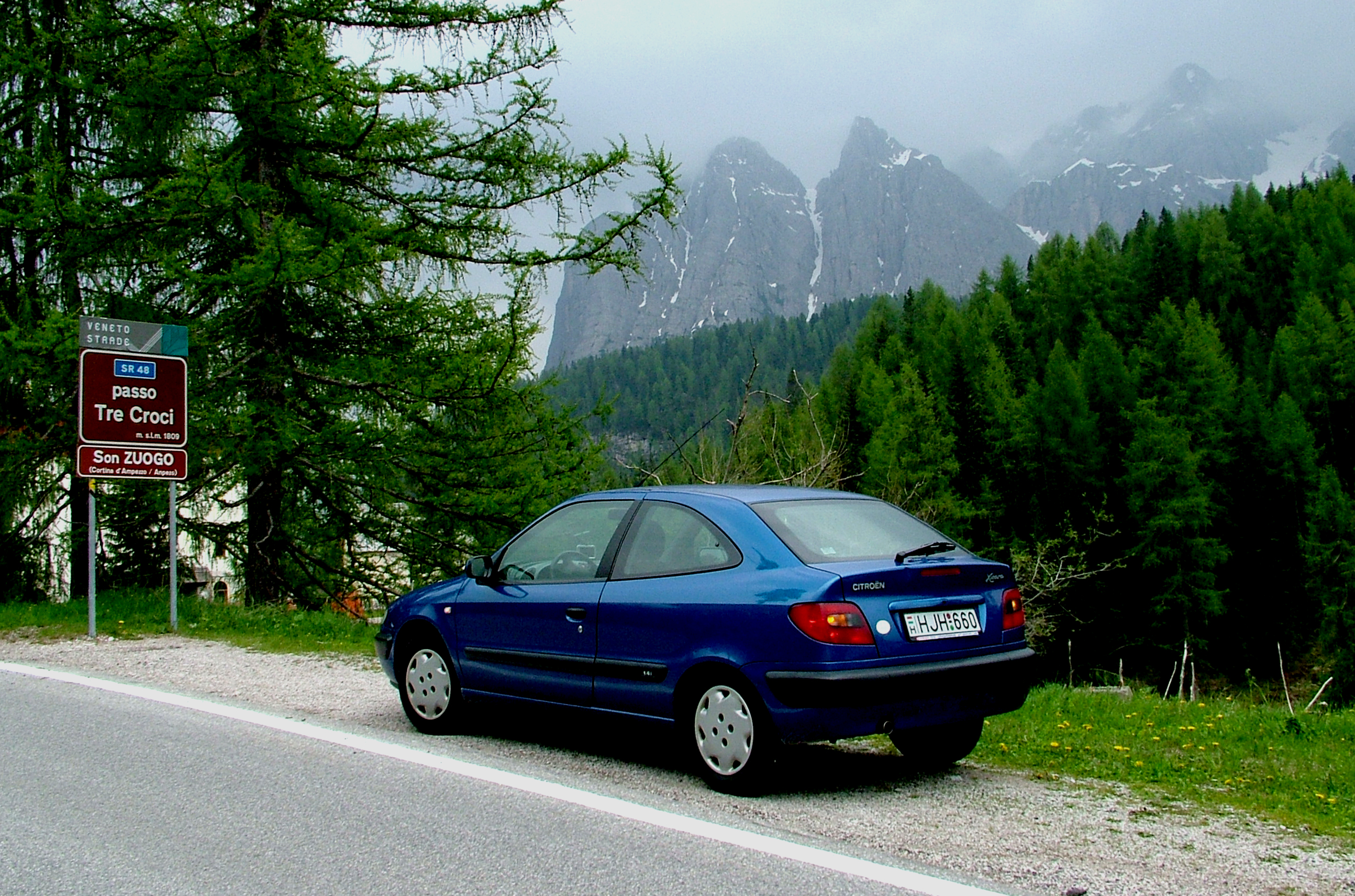
A hágó, háttérben a Sorapis

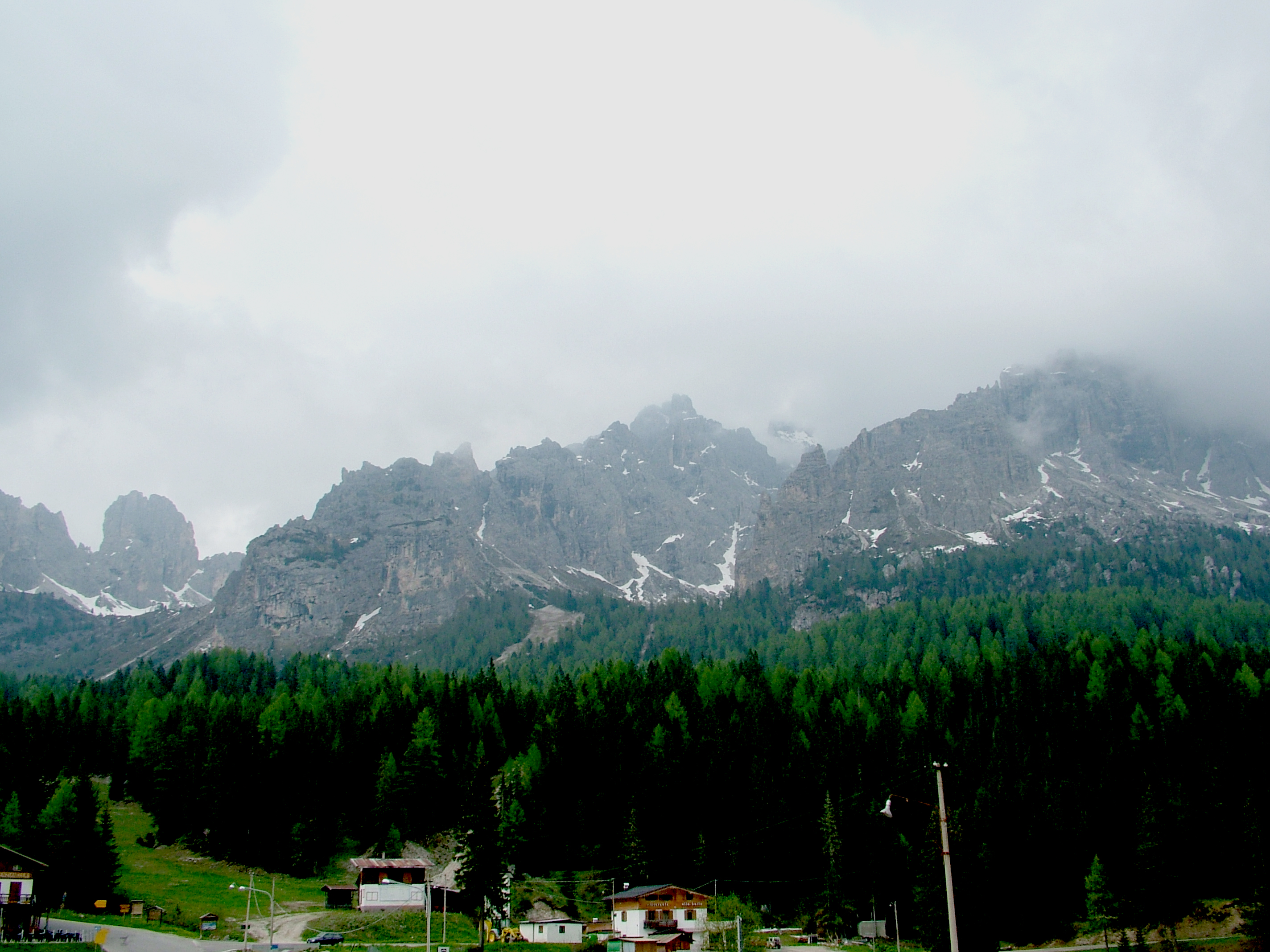
Látkép: Sorapis (2768-3205 m)

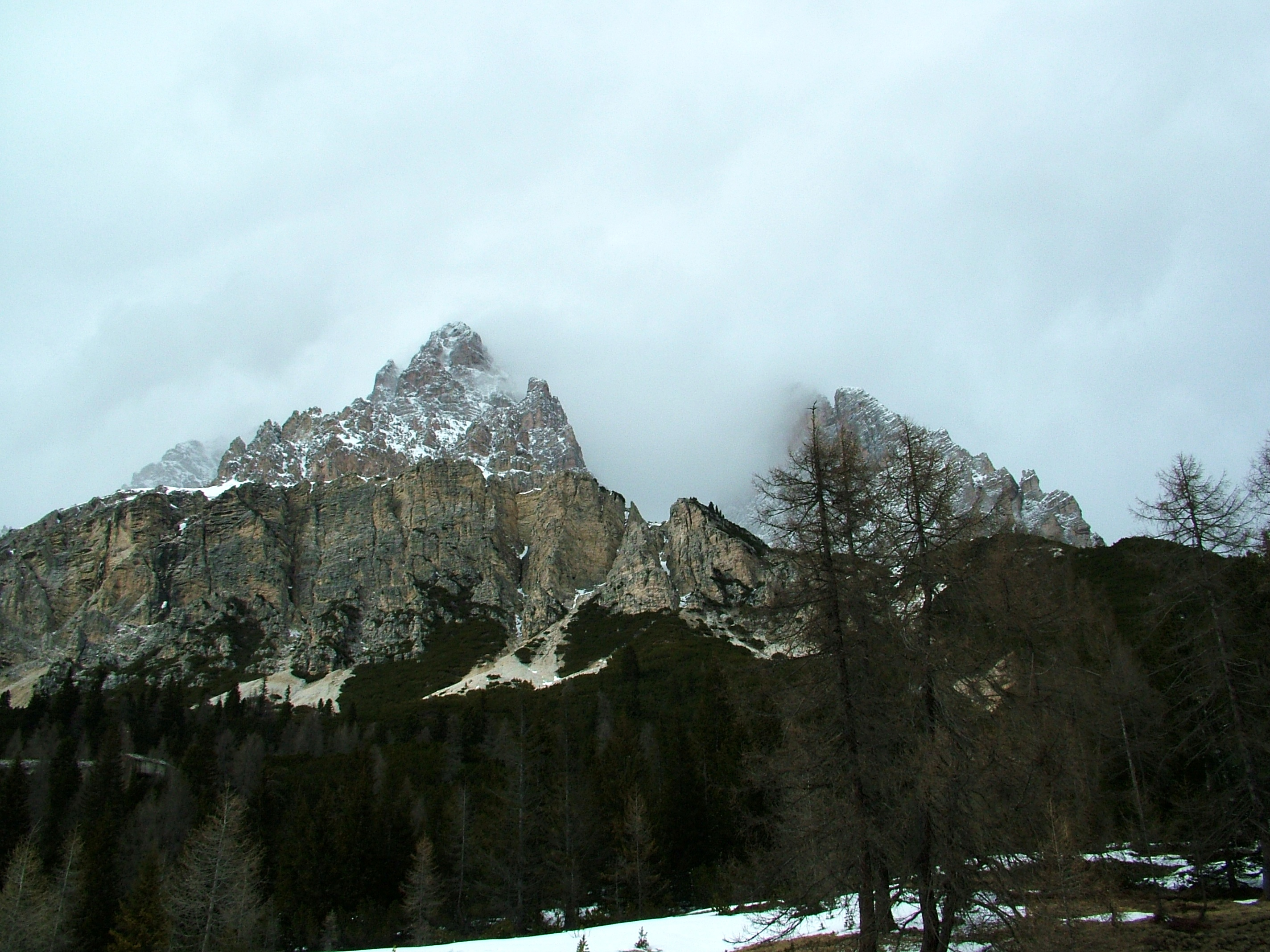
Látkép télen: Monte Cadini

Nyugatra az ismert hegyek, felettük a Cristallo-hegység (3116–3221 m) csúcsai: Croda del Pomagagnon (2450 m), Monte Cristallino (2775 m)
- Dél felől a Sorapiss–csoport hegycsúcsai és vad hasadékai: Punta Sorapis (3205 m),  Punta Nera (2847 és 2768 m),
- Távolabb, keletre a Marmarole-csoport csúcsai: Croda alta di Somprade (2648 m), Pala Meduce (2864 m), Cima del Froppa (2932 m)
- Északkeletről a Cadini-csoport (2248 m):  M. Campedele (2346 m),  Santo Lucano (2839 m),  Col di Vezza (2168 m)

Ezen hegycsúcsok lábánál délkelet felé messzire nyúló völgy-szakadék, melynek távolát a Marmarole-hegyek hullámos körvonalai zárják le. A Tre Croci-hágó keleti oldalán az út csak enyhén lejtve és emelkedve kanyarog a Monte Cristallo és Piz Popena kettős csúcsának lábainál. Az út innen pázsitos, fás, de felettünk egész kőgleccserek szakadnak le, a két kolosszus számtalan tűsziklával teletűzött rőtes oldalairól.
Az előtér zöldellő gyepén szétszórt vagy fehérlő, bíborló sziklákba kapaszkodó borókafenyők, mögöttük fenyves, s felettük a távoli csúcsok, melyek egyes megvilágítási helyzetükben valószínűtlenül ibolyakék színekben vibrálnak, hogy látomásuk a Dolomitok egyik eltörölhetetlen emlékét jelenthetik.
Alattunk pihenésre csábító kis ligetek között meg-megnyílik a völgyszakadékok torka, melybe oldalt lenyúlnak a Sorapiss szélmarta északi hátának kékesen fehérlő hópásztái.
Néhány kilométer múlva az út elágazáshoz (1641 m) ér; jobbra a szakadékban tűnik el Auronzo és a Piave felé vezető út, míg a balra eső út kisebb emelkedés után 1745 m magasban ér el a nevezetes Misurina-tóhoz (Lago di Misurina).

## További érdekességek
- Oskar Kokoschka osztrák festő 1913-ban egy nevezetes olajképet festett a hágóról.
- A hágó térségében súlyos harcok folytak az első világháború idején.
- Elhagyott olasz erődítmény a Tre Croci-hágó közelében.[1]
- A hágóterületen jelenleg folyó építkezések a mai panorámaképen várhatóan jelentős változásokat fognak eredményezni.

## Képgaléria

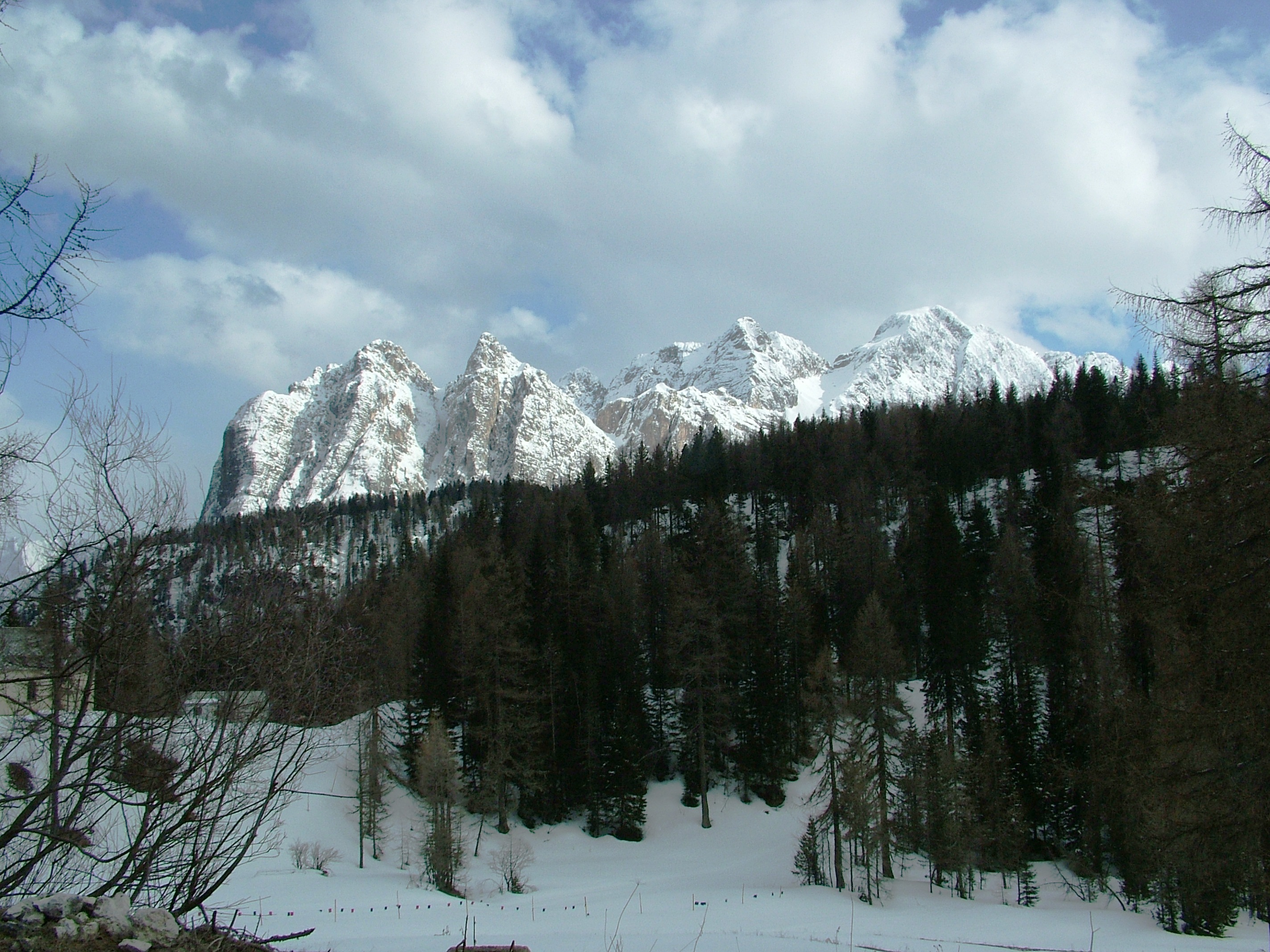
Látkép télen: Sorapiss-csúcs
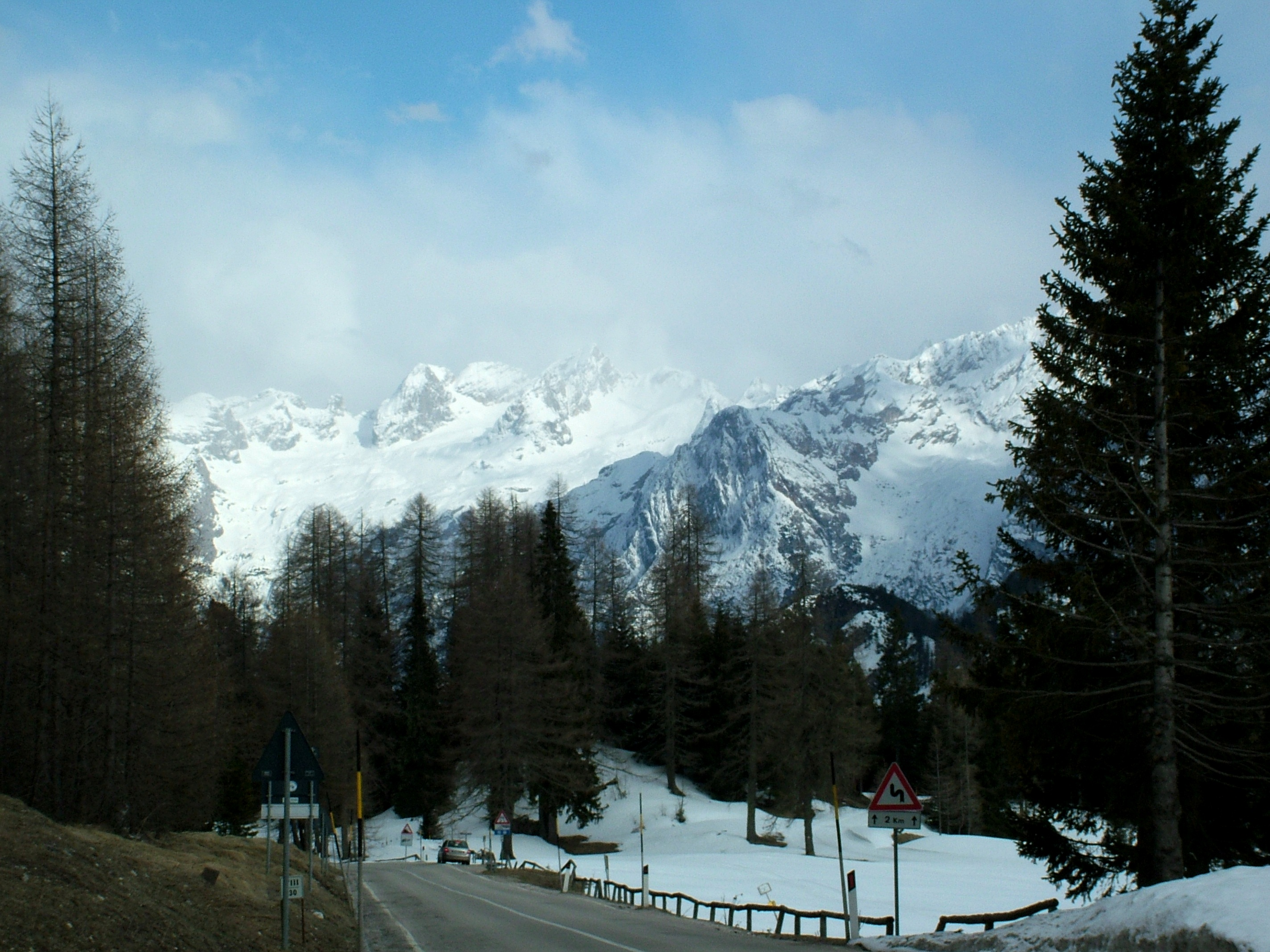
Látkép télen: Monte Sorapis
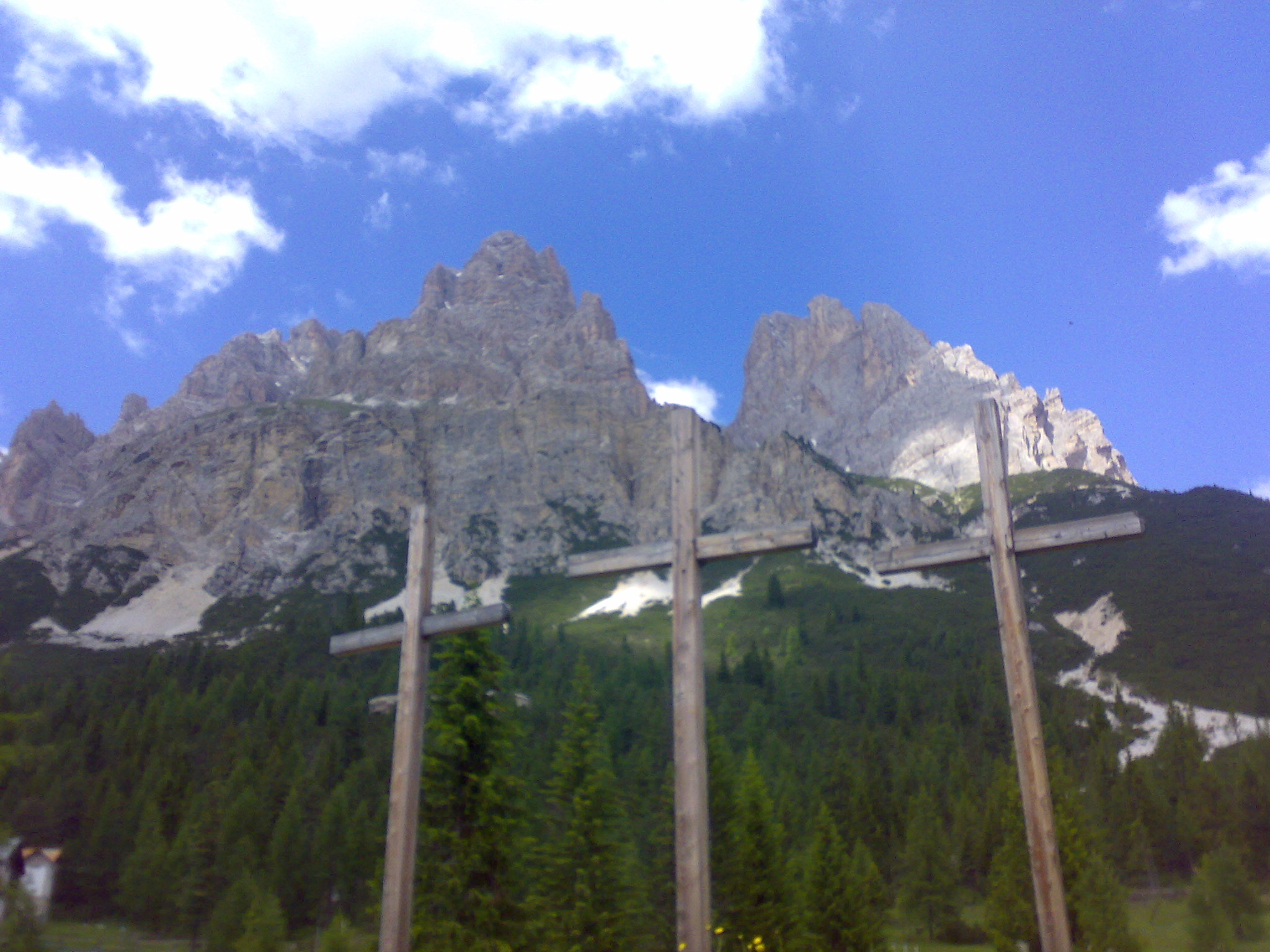
A hágó nevét adó három kereszt
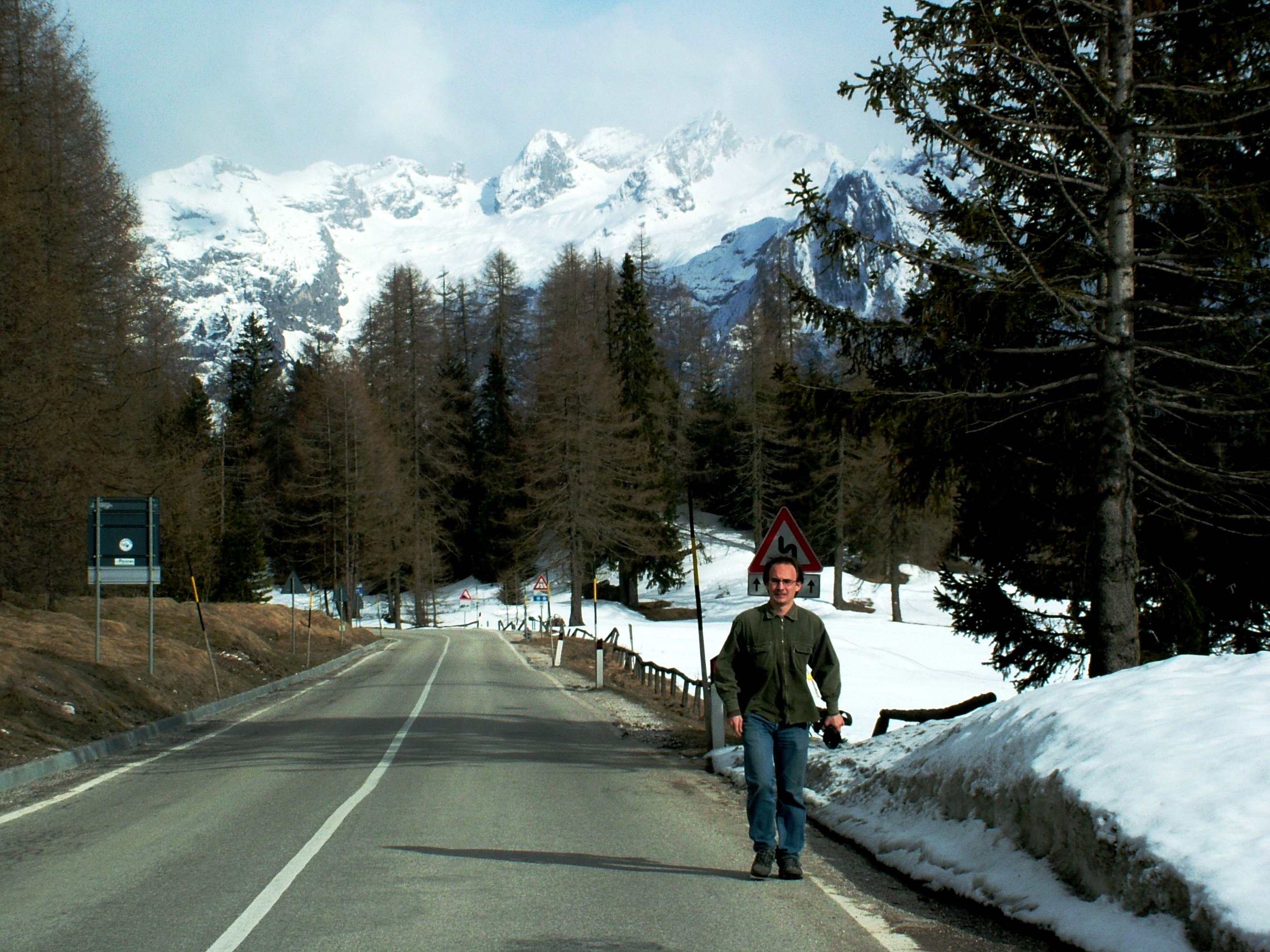
Látkép a Marmarole-csoportról
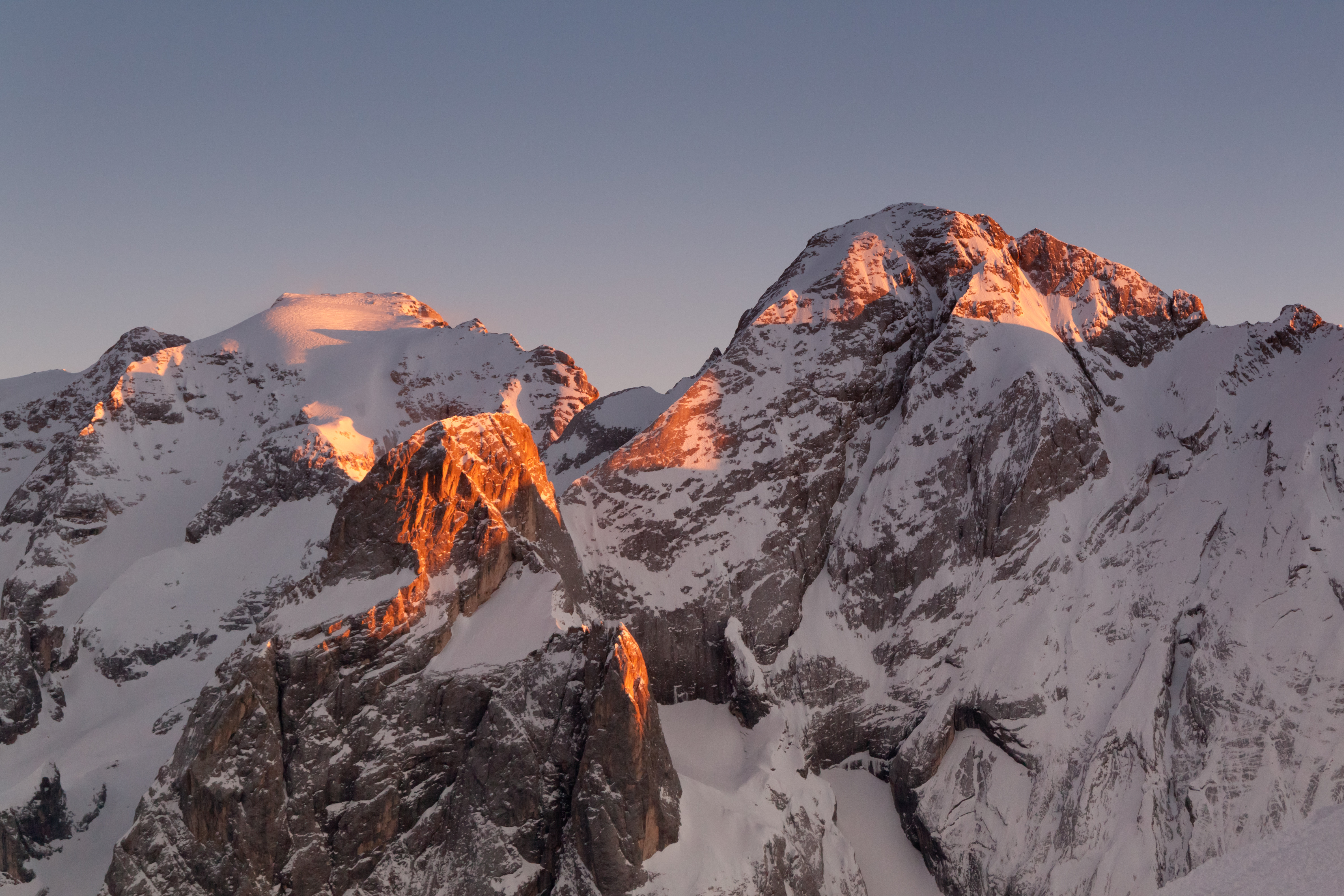
Téli napnyugta: a Marmolada.

## Források

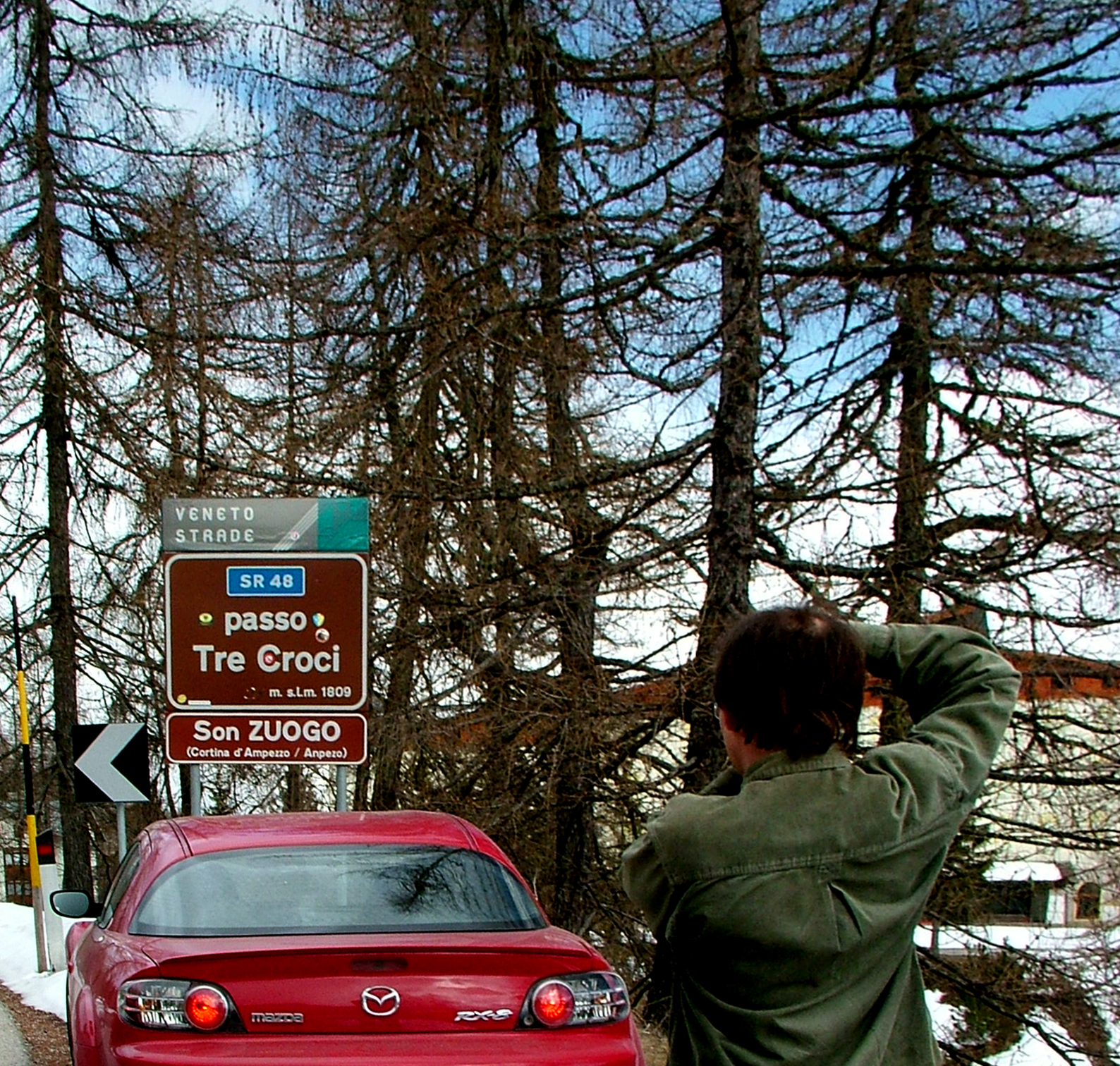
A hágó 2008. telén (KT)

## Lásd még

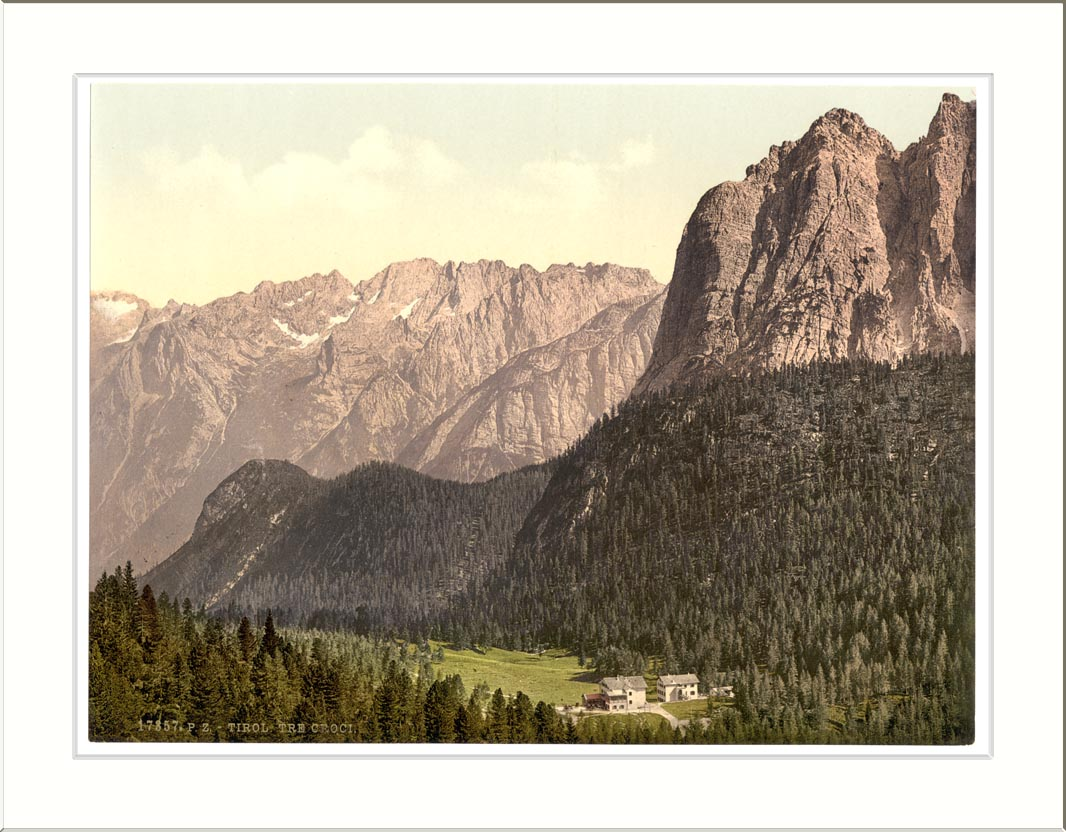
19. századi képeslap a hágóról

- Cortina d’Ampezzo
- Misurina-tó
- Dolomitok

## Térképek
- Editori Tabacco: Dolomiti Tirolo 2005 M = 500 000 – ISBN 978 8883 150 531
- ADAC Auto Atlas Europa 2004/2005. - ISBN 3-8264-1374-1
- Freitag-Berndt:  Wander- Rad- und Freizeitkarte WK 022 – ISBN 978-3-85084-703-2
- Freitag-Berndt: Freizeitführer WK 022 - ISBN 978-3-85084-703-2
- Freitag-Berndt: Tirol / Vorarlberg 2005. -  M: 1:200 000
- Freitag-Berndt: Osttirol / Kärnten 2005. -  M: 1:200 000